# Barleria rogersii
Barleria rogersii är en akantusväxtart som beskrevs av Spencer Le Marchant Moore. Barleria rogersii ingår i släktet Barleria och familjen akantusväxter. Inga underarter finns listade i Catalogue of Life.